# Самтер (округ, Джорджія)
Шаблон:StateAbbr_ 32°02′ пн. ш. 84°12′ зх. д. / 32.04° пн. ш. 84.2° зх. д.
Округ  Самтер (англ. Sumter County) — округ (графство) у штаті  Джорджія, США. Ідентифікатор округу 13261.

## Історія
Округ утворений 1831 року.

## Демографія
За даними перепису 
2000 року 
загальне населення округу становило 33200 осіб, зокрема міського населення було 18825, а сільського — 14375.
Серед мешканців округу чоловіків було 15555, а жінок — 17645. В окрузі було 12025 домогосподарств, 8498 родин, які мешкали в 13700 будинках.
Середній розмір родини становив 3,15.
Віковий розподіл населення поданий у таблиці:
| Стать    | До 15 років | 15-21 | 22-29 | 30-39 | 40-49 | 50-65 | 65-85 | Понад 85 |
| -------- | ----------- | ----- | ----- | ----- | ----- | ----- | ----- | -------- |
| Чоловіки | 4025        | 1891  | 1832  | 2147  | 2001  | 2215  | 1294  | 150      |
| Жінки    | 3748        | 1994  | 2001  | 2429  | 2326  | 2496  | 2125  | 526      |

## Суміжні округи
- Шлай — північ
- Мейкон — північний схід
- Дулі — схід
- Крісп — південний схід
- Лі — південь
- Террелл — південний захід
- Вебстер — захід
- Меріон — північний захід

## Виноски
1. ↑  U.S. Decennial Census. United States Census Bureau. Процитовано 26 червня 2014.
2. ↑  Historical Census Browser. University of Virginia Library. Архів оригіналу за 11 серпня 2012. Процитовано 26 червня 2014.
3. ↑  Population of Counties by Decennial Census: 1900 to 1990. United States Census Bureau. Процитовано 26 червня 2014.
4. ↑  Census 2000 PHC-T-4. Ranking Tables for Counties: 1990 and 2000 (PDF). United States Census Bureau. Процитовано 26 червня 2014.
5. ↑  State & County QuickFacts. United States Census Bureau. Архів оригіналу за 7 червня 2011. Процитовано 26 червня 2014. [Архівовано 2011-06-07 у Wayback Machine.](англ.) Наведено за англійською вікіпедією.
6. ↑  American FactFinder. Бюро перепису населення США. Архів оригіналу за 26 лютого 2012. Процитовано 31 січня 2008. [Архівовано 2008-05-21 у Wayback Machine.]

| США | Це незавершена стаття з географії США. Ви можете допомогти проєкту, виправивши або дописавши її. |